# Игре са смрћу
Игре са смрћу је 50. епизода стрип серијала Кен Паркер објављена у Лунов магнус стрипу бр. 674. Објавио ју је Дневник из Новог Сада у фебруару 1986. године. Имала је 94 стране и коштала 100 динара (0,32 $, 0,71 DEM). Епизоду су нацртали Иво Милацо, Р. Полезе,Ђ. Тревисан и К. Амброзини. Сценарио је написао Ђанкарло Берарди. Насловна страница је Милацов оригинал, али за једну од претходних епизода.

## Оригинална епизода
Оригинална епизода објављена је у августу 1982. год. под насловом Storie di soldati. Издавач је била италијанска кућа Cepim. Имала је 96 страна и коштала 800 лира.

## Кратак садржај
Ловећи јелена за ручак, Кен се сукобљава са још једним ловцем, који тврди да је упуцао јелена пре Кена. Након туче за плен, ловци се сагласе да има довољно меса за обојицу. Кен сазнаје да је супарник Емброуз Бирс, чувени амерички писац (1842-1914). Током вечере, Бирз прича Кену три необичне приче о смрти из рата за независност.

## Претходна и наредна епизода
Овој епизоди претходила је епизода Паркер у мрежи (ЛМС-668), а након ње објављена је епизода Наикини ратници (ЛМС-696). Списак свих епизода серијала Кен Паркера може се погледати овде.